# Octave Lapize
Octave Lapize (24. října 1887, 14. obvod – 14. července 1917, Toul) byl francouzský profesionální silniční závodní cyklista a dráhový cyklista. Nejznámější je pro vítězství na Tour de France v roce 1910 a bronzovou medaili na Letních olympijských hrách v roce 1908 na 100 kilometrech mužů. Byl trojnásobným vítězem jednodenních klasik, Paříž–Roubaix a Paříž–Brusel.
Na své první Tour De France v roce 1909 předčasně opustil kvůli zimním podmínkám v července. Následující rok jel s týmovým kolegou Faberem, který pohodlně vedl až do srážky se psem na úpatí Pyrenejí. Lapize nakonec zvítězil pouze o 4 body, k čemuž mu pomohlo několik defektů na Faberově kole v závěrečné fázi z Caen do Paříže.
Je známý tím, že se podíval na pořadatele Tour de France při výstupu na Col d'Aubisque v roce 1910 a křičel: „Vous êtes des assassins! Oui, des assassins!“ („Vy jste vrahové! Ano, vrahové!“) Tato etapa byla dlouhá 326 kilometrů, měla 7 brutálních stoupání a závodilo se na neuzavřených silnicích.
V roce 1910 byl prvním závodníkem, který projel slavnou vrchařskou prémií na Col du Tourmalet.
Z celkem šesti startů na Tour de France v letech 1909 až 1914 pokaždé vynikal, ale zvítězil jen jednou.
První světová válka ukončila jeho cyklistickou kariéru. Jako stíhací pilot francouzské armády byl Octave Lapize sestřelen poblíž Flirey v Meurthe-et-Moselle dne 14. července 1917. Byl smrtelně zraněn a zemřel v nemocnici v Toul.